# Mekhatria
Mekhatria là một đô thị thuộc tỉnh Aïn Defla, Algérie. Dân số thời điểm năm 2002 là 14.963 người.